# Campionati mondiali di biathlon 2000
I Campionati mondiali di biathlon 2000 si svolsero dal 19 al 27 febbraio a Oslo Holmenkollen, in Norvegia. L'ultima gara, la staffetta maschile, venne annullata a causa di una nevicata e quindi recuperata l'11 marzo successivo nell'ambito della tappa di Coppa del Mondo di Lahti, in Finlandia.

## Risultati

### Uomini

#### Sprint 10 km
| Posizione | Atleta               | Nazione   | Tempo   | Penalità |
| --------- | -------------------- | --------- | ------- | -------- |
| 1         | Frode Andresen       | Norvegia  | 23:51.2 | 0-1      |
| 2         | Pavel Rostovcev      | Russia    | + 9.5   | 0-0      |
| 3         | René Cattarinussi    | Italia    | + 19.2  | 0-0      |
| 4         | Frank Luck           | Germania  | + 19.6  | 1-0      |
| 5         | Ole Einar Bjørndalen | Norvegia  | + 27.4  | 1-1      |
| 6         | Raphaël Poirée       | Francia   | + 27.5  | 0-1      |
| 7         | Ricco Groß           | Germania  | + 28.1  | 0-1      |
| 8         | Peter Sendel         | Germania  | + 31.4  | 0-0      |
| 9         | Sergej Rožkov        | Russia    | + 40.6  | 0-0      |
| 10        | Paavo Puurunen       | Finlandia | + 43.1  | 0-0      |

Oslo, 19 febbraio

#### Inseguimento 12,5 km
| Posizione | Atleta               | Nazione     | Tempo    | Penalità |
| --------- | -------------------- | ----------- | -------- | -------- |
| 1         | Frank Luck           | Germania    | 33:21.9  | 1-0-0-1  |
| 2         | Pavel Rostovcev      | Russia      | + 3.3    | 0-1-1-0  |
| 3         | Raphaël Poirée       | Francia     | + 15.1   | 0-1-1-1  |
| 4         | Ole Einar Bjørndalen | Norvegia    | + 26.9   | 1-1-1-1  |
| 5         | Halvard Hanevold     | Norvegia    | + 35.3   | 2-0-0-0  |
| 6         | Frode Andresen       | Norvegia    | + 46.3   | 1-0-3-2  |
| 7         | Oļegs Maļuhins       | Lettonia    | + 47.0   | 3-0-0-0  |
| 8         | René Cattarinussi    | Italia      | + 1:06.0 | 1-0-0-1  |
| 9         | Ludwig Gredler       | Austria     | + 1:14.4 | 2-2-0-1  |
| 10        | Aljaksej Ajdaraŭ     | Bielorussia | + 1:20.4 | 2-0-1-0  |

Oslo, 20 febbraio

#### Partenza in linea 15 km
| Posizione | Atleta               | Nazione   | Tempo    | Penalità |
| --------- | -------------------- | --------- | -------- | -------- |
| 1         | Raphaël Poirée       | Francia   | 39:31.5  | 0-0-1-0  |
| 2         | Pavel Rostovcev      | Russia    | + 9.4    | 0-1-1-0  |
| 3         | Ole Einar Bjørndalen | Norvegia  | + 18.4   | 0-2-1-0  |
| 4         | Peter Sendel         | Germania  | + 41.1   | 2-0-0-0  |
| 5         | Wolfgang Rottmann    | Austria   | + 50.6   | 0-1-1-1  |
| 6         | Ricco Groß           | Germania  | + 1:00.8 | 0-1-0-0  |
| 7         | Oļegs Maļuhins       | Lettonia  | + 1:01.0 | 0-1-0-2  |
| 8         | Paavo Puurunen       | Finlandia | + 1:01.7 | 1-0-0-0  |
| 9         | Wolfgang Perner      | Austria   | + 1:06.4 | 0-1-1-1  |
| 10        | Halvard Hanevold     | Norvegia  | + 1:13.9 | 1-0-1-1  |

Oslo, 26 febbraio

#### Individuale 20 km
| Posizione | Atleta            | Nazione     | Tempo    | Penalità |
| --------- | ----------------- | ----------- | -------- | -------- |
| 1         | Wolfgang Rottmann | Austria     | 53:36.2  | 0-0-0-1  |
| 2         | Ludwig Gredler    | Austria     | + 35.0   | 0-1-0-1  |
| 3         | Frank Luck        | Germania    | + 1:21.9 | 0-0-0-1  |
| 4         | Raphaël Poirée    | Francia     | + 1:24.5 | 1-0-0-1  |
| 5         | Aljaksej Ajdaraŭ  | Bielorussia | + 1:26.7 | 1-0-0-0  |
| 6         | Peter Sendel      | Germania    | + 1:32.3 | 1-0-0-0  |
| 7         | Marek Matiaško    | Slovacchia  | + 1:56.5 | 0-0-0-0  |
| 8         | Alexander Wolf    | Germania    | + 2:06.8 | 1-1-0-0  |
| 9         | Ricco Groß        | Germania    | + 2:15.3 | 2-0-0-0  |
| 10        | Halvard Hanevold  | Norvegia    | + 2:47.1 | 1-0-0-0  |

Oslo, 23 febbraio

#### Staffetta 4x7,5 km
| Posizione | Nazione     | Atleti                                                                 | Tempo     | Penalità        |
| --------- | ----------- | ---------------------------------------------------------------------- | --------- | --------------- |
| 1         | Russia      | Viktor Majgurov Sergej Rožkov Vladimir Dračëv Pavel Rostovcev          | 1:33:39.8 | 0+6 1+3 0+2 0+0 |
| 2         | Norvegia    | Egil Gjelland Frode Andresen Halvard Hanevold Ole Einar Bjørndalen     | + 39.8    | 0+1 1+6 0+2 0+1 |
| 3         | Germania    | Frank Luck Peter Sendel Sven Fischer Ricco Groß                        | + 53.6    | 0+2 1+6 1+3 0+0 |
| 4         | Bielorussia | Aljaksej Ajdaraŭ Rustam Valiulin Vadzim Sašuryn Aleh Ryžankoŭ          | + 1:22.0  | 0+4 0+3 0+1 0+4 |
| 5         | Italia      | Helmuth Messner René Cattarinussi Wilfried Pallhuber Devis Da Canal    | + 1:37.0  | 1+5 0+1 0+3     |
| 6         | Lettonia    | Oļegs Maļuhins Jēkabs Nākums Gundars Upenieks Ilmārs Bricis            | + 1:49.7  | 0+2 0+5         |
| 7         | Rep. Ceca   | Petr Garabík Ivan Masařík Roman Dostál Zdeněk Vítek                    | + 2:35.5  | 3+9             |
| 8         | Ucraina     | V"jačeslav Derkač Andrij Deryzemlja Oleksandr Bilanenko Ruslan Lysenko | + 3:12.8  | 0+9             |

Lahti, 11 marzo

### Donne

#### Sprint 7,5 km
| Posizione | Atleta               | Nazione     | Tempo    | Penalità |
| --------- | -------------------- | ----------- | -------- | -------- |
| 1         | Liv Grete Poirée     | Norvegia    | 20:51.9  | 0-0      |
| 2         | Katrin Apel          | Germania    | + 29.8   | 0-1      |
| 3         | Martina Zellner      | Germania    | + 30.6   | 1-0      |
| 4         | Magdalena Forsberg   | Svezia      | + 47.9   | 1-0      |
|           | Svetlana Išmuratova  | Russia      | + 47.9   | 1-0      |
| 6         | Svetlana Černousova  | Russia      | + 51.8   | 0-1      |
| 7         | Uschi Disl           | Germania    | + 55.2   | 0-1      |
| 8         | Andrea Henkel        | Germania    | + 59.0   | 0-0      |
| 9         | Svjatlana Paramyhina | Bielorussia | + 1:02.8 | 0-0      |
| 10        | Irina Nikulčina      | Bulgaria    | + 1:15.6 | 1-0      |

Oslo, 19 febbraio

#### Inseguimento 10 km
| Posizione | Atleta                  | Nazione  | Tempo    | Penalità |
| --------- | ----------------------- | -------- | -------- | -------- |
| 1         | Magdalena Forsberg      | Svezia   | 31:53.8  | 1-0-0-1  |
| 2         | Uschi Disl              | Germania | + 31.9   | 0-1-2-0  |
| 3         | Florence Baverel-Robert | Francia  | + 42.4   | 0-0-0-0  |
| 4         | Katrin Apel             | Germania | + 1:02.1 | 2-1-2-1  |
| 5         | Andrea Henkel           | Germania | + 1:05.7 | 1-0-2-0  |
| 6         | Martina Zellner         | Germania | + 1:06.3 | 2-2-1-1  |
| 7         | Liv Grete Poirée        | Norvegia | + 1:24.7 | 3-1-1-2  |
| 8         | Svetlana Černousova     | Russia   | + 1:32.9 | 1-0-1-2  |
| 9         | Galina Kukleva          | Russia   | + 1:36.3 | 0-4-1-1  |
| 10        | Yu Shumei               | Cina     | + 1:42.6 | 1-1-0-0  |

Oslo, 20 febbraio

#### Partenza in linea 12,5 km
| Posizione | Atleta                  | Nazione  | Tempo    | Penalità |
| --------- | ----------------------- | -------- | -------- | -------- |
| 1         | Liv Grete Poirée        | Norvegia | 38:51.7  | 0-1-1-0  |
| 2         | Galina Kukleva          | Russia   | + 13.4   | 0-0-1-1  |
| 3         | Corinne Niogret         | Francia  | + 23.6   | 0-0-1-1  |
| 4         | Magdalena Forsberg      | Svezia   | + 32.4   | 1-1-0-1  |
| 5         | Katrin Apel             | Germania | + 33.4   | 0-0-2-1  |
| 6         | Irina Nikulčina         | Bulgaria | + 35.6   | 1-0-1-0  |
| 7         | Martina Zellner         | Germania | + 1:01.7 | 1-0-1-2  |
| 8         | Uschi Disl              | Germania | + 1:05.2 | 1-1-2-0  |
| 9         | Svetlana Išmuratova     | Russia   | + 1:06.7 | 1-1-1-1  |
| 10        | Florence Baverel-Robert | Francia  | + 1:09.9 | 0-0-0-0  |

Oslo, 26 febbraio

#### Individuale 15 km
| Posizione | Atleta             | Nazione     | Tempo    | Penalità |
| --------- | ------------------ | ----------- | -------- | -------- |
| 1         | Corinne Niogret    | Francia     | 45:30.9  | 0-0-0-0  |
| 2         | Yu Shumei          | Cina        | + 53.3   | 0-0-0-0  |
| 3         | Magdalena Forsberg | Svezia      | + 1:16.9 | 0-1-0-1  |
| 4         | Tamami Tanaka      | Giappone    | + 1:44.2 | 0-0-0-1  |
| 5         | Martina Halinárová | Slovacchia  | + 1:44.4 | 0-0-0-0  |
| 6         | Katrin Apel        | Germania    | + 1:50.4 | 1-2-0-0  |
| 7         | Olena Petrova      | Ucraina     | + 2:06.9 | 0-1-0-1  |
| 8         | Uschi Disl         | Germania    | + 2:10.7 | 1-0-2-0  |
| 9         | Alena Zubrylava    | Ucraina     | + 2:13.7 | 1-0-1-1  |
| 10        | Iryna Tananajko    | Bielorussia | + 2:32.7 | 0-0-0-0  |

Oslo, 22 febbraio

#### Staffetta 4x7,5 km
| Posizione | Nazione    | Atlete                                                                                  | Tempo     | Penalità        |
| --------- | ---------- | --------------------------------------------------------------------------------------- | --------- | --------------- |
| 1         | Russia     | Ol'ga Medvedceva Svetlana Černousova Galina Kukleva Al'bina Achatova                    | 1:32:19.8 | 0+3 1+6 0+2     |
| 2         | Germania   | Uschi Disl Katrin Apel Andrea Henkel Martina Zellner                                    | + 22.7    | 0+3 0+4 0+3 1+5 |
| 3         | Ucraina    | Alena Zubrylava Olena Petrova Nina Lemeš Tetjana Vodopjanova                            | + 1:48.1  | 1+6 0+3 0+1 0+2 |
| 4         | Francia    | Delphyne Burlet Christelle Gros Florence Baverel-Robert Corinne Niogret                 | + 2:20.2  | 1+4 1+3 0+2 0+1 |
| 5         | Norvegia   | Gro Marit Istad Kristiansen Ann Elen Skjelbreid Liv Grete Poirée Gunn Margit Andreassen | + 2:53.3  | 2+6 0+2 1+5 0+3 |
| 6         | Bulgaria   | Pavlina Filipova Irina Nikulčina Radka Popova Iva Karagiozova                           | + 3:20.2  | 0+5 0+3 0+2     |
| 7         | Finlandia  | Katja Holanti Annukka Mallat Outi Kettunen Sanna-Leena Perunka                          | + 3:38.4  | 0+9             |
| 8         | Slovacchia | Martina Halinárová Anna Murínová Marcela Pavkovčeková Soňa Mihoková                     | + 3:45.9  | 1+10            |

Oslo, 25 febbraio

## Medagliere per nazioni
| Posizione | Nazione  | Oro | Argento | Bronzo | Totale |
| --------- | -------- | --- | ------- | ------ | ------ |
| 1         | Norvegia | 3   | 1       | 1      | 5      |
| 2         | Russia   | 2   | 4       | 0      | 6      |
| 3         | Francia  | 2   | 0       | 3      | 5      |
| 4         | Germania | 1   | 3       | 3      | 7      |
| 5         | Austria  | 1   | 1       | 0      | 2      |
| 6         | Svezia   | 1   | 0       | 1      | 2      |
| 7         | Cina     | 0   | 1       | 0      | 1      |
| 8         | Italia   | 0   | 0       | 1      | 1      |
|           | Ucraina  | 0   | 0       | 1      | 1      |